# Duna

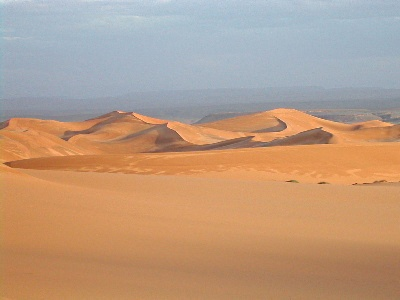
Dunes a Algèria

Una duna és una acumulació de sorra sobre la qual el vent ha actuat produint una forma suau i uniforme. Poden ser produïdes per canvis en el vent o per variacions en la quantitat de sorra. La granulometria de la sorra que forma les dunes, també anomenada sorra eòlica, està molt concentrada a l'entorn de 0,2 mm de diàmetre de les seves partícules.
Rep els noms populars de bony d'arena, muntanyàs, madeler/medaler munt, muntanya d'arena, muntanyar, muntell, muntinya, muntinyà/montinyà, piló, pujol, tendal o tossal.

## Formació
Quan el vent té una direcció dominant, les dunes adquireixen la forma d'una C amb la part convexa en contra del vent dominant. Aquestes dunes generalment avancen, empeses pel vent. La velocitat d'avançament de les dunes és inversament proporcional a llur mida; així, les dunes petites atrapen les més grosses, amb les quals van fusionant i augmentant de mida. Quan la duna arriba a una grossària significativa, més de 4 a 6 m, comença a desprendre's major quantitat de material per les dues puntes de la C, donant origen a noves dunes menudes, les quals, essent més ràpides que les grosses, es van allunyant de la duna mare. (Aquest fenomen s'observa amb molta claredat en el desert de Sechura, al nord del Perú.) 
En un estudi fet per la Universitat de Pennsylvania, a les dunes de guix del White Sands National Monument de Nou Mèxic, es va descobrir el mecanisme que explica els patrons de formació de les dunes. Els recercadors van trobar que l'acció de la fricció de les dunes fa que el vent s'alenteixi en passar per un camp de dunes i que l'acció aerodinàmica és la causa del patró de migració de les dunes. Segons aquest estudi, damunt les dunes que són afectades pels vents més forts hi creixen menys plantes.
Les plantes exerceixen la seva pròpia influència sobre la forma de les dunes, ja que el seu sistema d'arrels estabilitza la sorra sobre la qual creixen. Les plantes primer s'estableixen sobre els estrets pendents de la duna que tenen una forma de bumerang abans d'arribar al centre de la duna.
El moviment de les dunes pot causar seriosos problemes, com la invasió de terrenys conreats, obstrucció de carreteres, i ocupació d'àrees poblades.
Per a evitar aquests problemes, hi ha diversos procediments per a limitar l'avenç de les dunes, entre aquests sembrar plantes que requereixin poca aigua per a subsistir, retirada de la humitat atmosfèrica; ruixar materials aglutinants a la part convexa de la duna, com poden ser petroli o olis industrials usats.
Hi ha diverses classes de dunes: 
- seif: duna longitudinal,
- C o mitja lluna,
- erg (mar de sorra): extenses dunes de sorra. Són especialment visibles en el desert del Sàhara (erg Chebbi).

## Barcana
Barcana és una duna en forma de mitja lluna, freqüent als deserts de sorra de l'Àsia central (Turquestan) i en alguns sectors del Sàhara (Mauritània), en àrees de sòls compactes, feblement alimentats de sorra i amb règim de vents unidireccionals. Les barcanes es presenten generalment aïllades, amb una altitud que oscil·la entre 1 i 15 m, i un diàmetre de 40 a 70 m; progressen en el sentit del vent, amb els dos corns projectats cap endavant, més baixos i avançant més de pressa que no la resta de la duna.